# Provincia de Cercado (Oruro)
La provincia de Cercado es una provincia de Bolivia que se encuentra en el departamento de Oruro y tiene como capital provincial a la ciudad de Oruro, que también es la capital del departamento. Tiene una superficie de 5.766 km², y una población de 309 629 habitantes (INE 2012).
La provincia se creó por Ley de 5 de septiembre de 1826, como una de las provincias constituyentes del entonces nuevo departamento de Oruro, durante el gobierno de Antonio José de Sucre.

## Municipios
La provincia de Cercado está compuesta de 4 municipios, los cuales son:
- Oruro
- Caracollo
- El Choro
- Paria

## Geografía

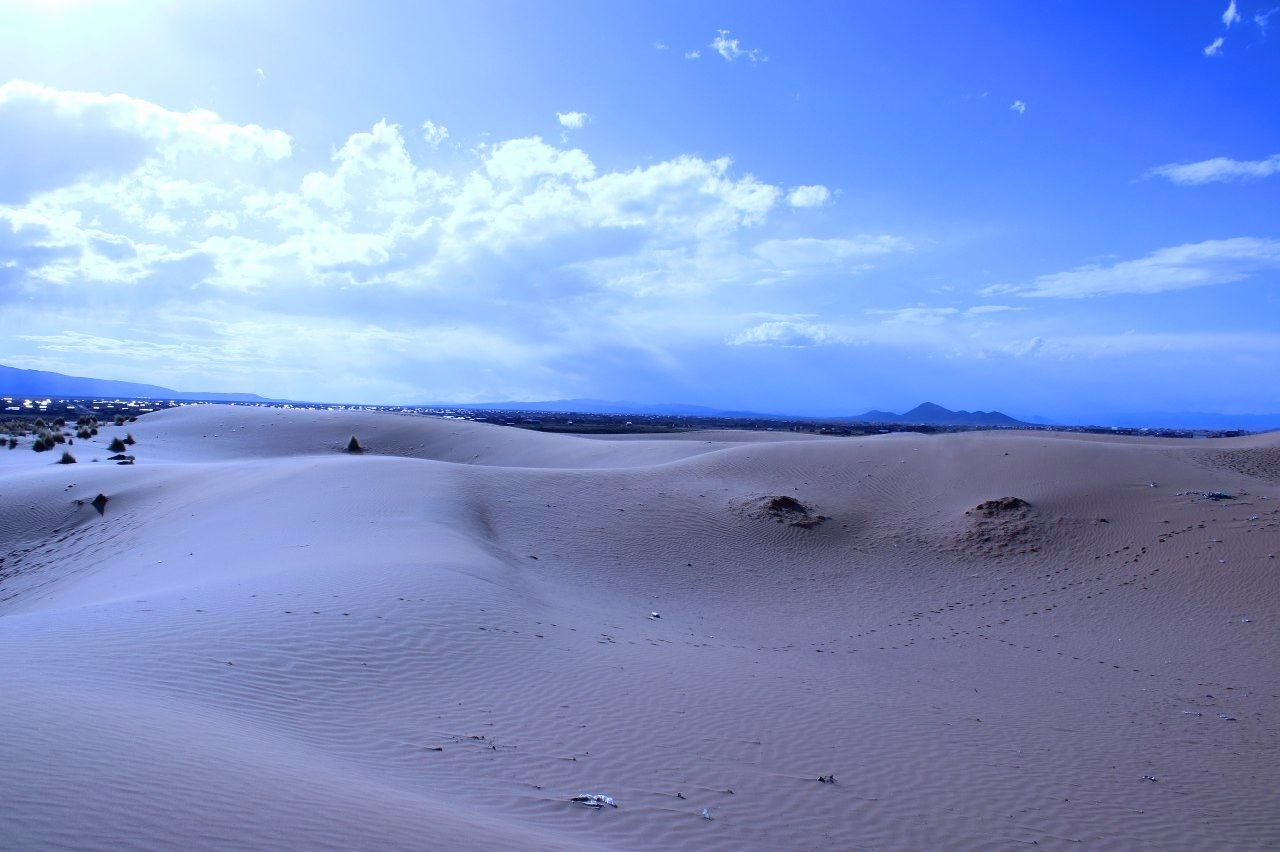
Los Arenales de Cochiraya, cerca a la ciudad de Oruro.

La provincia se ubica en la parte nororiental del departamento de Oruro, al oeste del país. Limita al este y al norte con el departamento de Cochabamba, al noroeste con la provincia de Tomás Barrón y el departamento de La Paz, al oeste con las provincias de Nor Carangas y Saucarí, y al sur con las provincias de Poopó y Dalence.
Uno de los principales rasgos geográficos de Cercado es la presencia del lago Poopó, ubicado al sur de la provincia, que aunque ha enfrentado significativas reducciones en su nivel de agua en las últimas décadas, sigue siendo relevante para la ecología local. Además, la provincia alberga parte de la cuenca del río Desaguadero, que discurre por el oeste de la provincia, desembocando en el lago Uru Uru.

## Demografía
De acuerdo con el censo boliviano de 2024, la población de la provincia de Cercado es de 346 633 habitantes.
La población de la provincia ha aumentado en casi dos tercios en las últimas tres décadas:
| Año  | Habitantes | Fuente |
| ---- | ---------- | ------ |
| 1992 | 213 755    | Censo  |
| 2001 | 241 230    | Censo  |
| 2012 | 309 277    | Censo  |
| 2024 | 346 633    | Censo  |

| Gráfica de evolución demográfica de la provincia de Cercado entre 1992 y 2012 |
|                                                                               |
| Fuente: Instituto Nacional de Estadística de Bolivia                          |